# Heathcote Williams

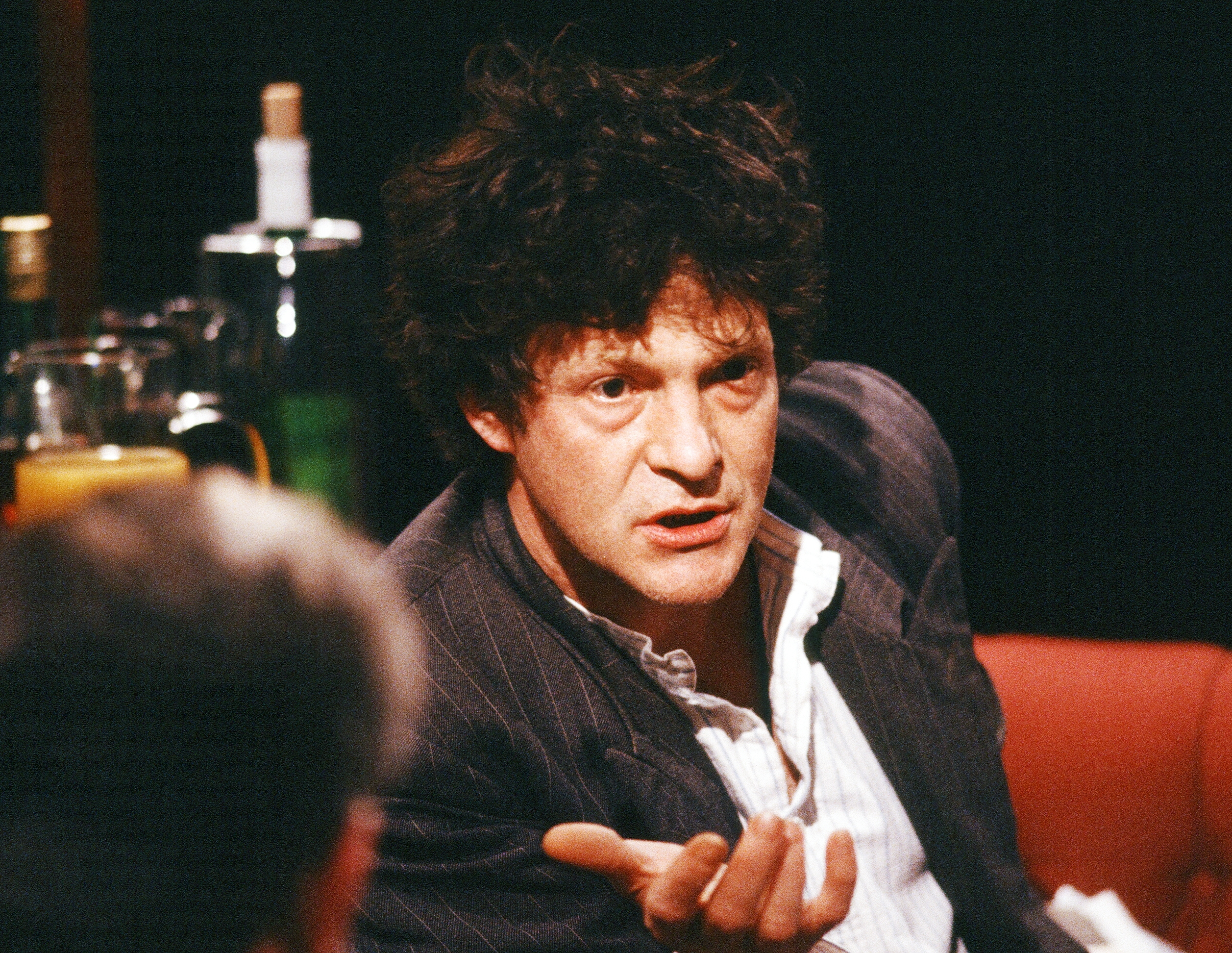
Heathcote Williams (1988)

Heathcote Williams (* 15. November 1941 als John Henley Jasper Heathcote-Williams in Helsby, Cheshire, England; † 1. Juli 2017 in Oxford, Oxfordshire, England) war ein britischer Dichter, Schauspieler und Theaterautor.

## Leben und Wirken
Williams besuchte zunächst das Eton College. Er begann, Jura am Christ Church College der Universität Oxford zu studieren, verließ die Universität jedoch ohne Abschluss, als er 1964 seinen ersten und einzigen Roman über die Speakers’ Corner im Londoner Hyde Park veröffentlichte. Sein erstes Theaterstück The Local Stigmatic veröffentlichte er 1966. Mit Jean Shrimpton, Jim Haynes und Germaine Greer gründete er das Magazin SUCK, das sich für die sexuelle Revolution einsetzte.
Sein erstes abendfüllendes Theaterstück, Gleichstrom/Wechselstrom, erhielt 1972 sowohl den renommierten Theaterpreis der Londoner Zeitung Evening Standard als auch den John Whiting Award. Williams konnte sich mit einigen weiteren ebenso subversiven wie erfolgreichen Stücken als Theaterautor etablieren.
Ab Ende der 1980er Jahre erschienen mehrere Gedichte von Williams, zum Teil in epischer Länge. Insbesondere Kontinent der Wale (Originaltitel Whale Nation, 1988) sorgte für Aufsehen, da der umweltbewegte Williams hier einen leidenschaftlichen Aufruf veröffentlichte, die Jagd auf Wale abzuschaffen. Die Rechte für den US-amerikanischen Markt für das Epos wurden für 100.000 Dollar verkauft, eine Summe, die ebenfalls Schlagzeilen machte. Williams’ Umweltgedichte wurden von der BBC verfilmt, unter anderem mit Jeremy Irons.
Neben seiner schriftstellerischen Tätigkeit trat Williams häufig in Nebenrollen bei Film- und Fernsehproduktionen auf. Dabei wechselte er frei zwischen künstlerisch anspruchsvolleren Produktionen wie der Verfilmung des Shakespeare-Dramas Der Sturm von Derek Jarman einerseits und anspruchsloseren Produktionen wie der Fortsetzung von Basic Instinct andererseits. Unter anderem spielte er 1998 auch eine Nebenrolle in der US-amerikanischen Sitcom Friends. Williams war mit Al Pacino befreundet und trat als er selbst in dessen Dokufiktion Looking For Richard von 1996 auf. Pacino wiederum hatte eine Rolle in Williams’ erstem Bühnenstück The Local Stigmatic bei dessen US-Uraufführung übernommen und 1990 eine Kurzfilmversion des Stoffes realisiert.
Williams hatte einen Sohn mit seiner Ex-Freundin Polly Samson. Er lebte in Oxford mit seiner langjährigen Lebensgefährtin Diana Senior, die zusammen mit ihm schon 1970 in Malatesta vor der Kamera gestanden hatte. Das Paar hatte zwei Töchter.

## Werke

### Roman und Gedichtbände
- The Speakers. Roman. Hutchinson, 1964 (englisch).
- Kontinent der Wale. Gedicht. Zweitausendeins, Frankfurt a. M. 1988 (englisch: Whale Nation.).
- Sacred Elephant. Gedicht. 1989 (englisch).
- Delphin. Gedicht. Zweitausendeins, Frankfurt a. M. 1991 (englisch: Falling for a Dolphin. Übersetzt von Hans J. Becker).
- Automobilmachung. Gedicht. Zweitausendeins, Frankfurt a. M. 1992 (englisch: Autogeddon. Übersetzt von Hans J. Becker).
- American Porn. Gedicht. Thin Man Press, London 2017 (englisch).

### Schriften
- Die Windsors – eine schrecklich nette Familie, Royal Babylon. Übers. Andreas Simon dos Santos. Frankfurt a. M.: Westend 2015. ISBN 978-3-86489-101-4
- Brexit Boris. From Mayor to Nightmare. Public Reading Rooms 2016. ISBN 978-0-99553520-6

### Theaterstücke (Auswahl)
- The Local Stigmatic, 1966 in Edinburgh uraufgeführt
- Wechselstrom/Gleichstrom (AC/DC), 1970 in London uraufgeführt
- Der Immortalist (The Immortalist), 1977 in London uraufgeführt
- Remember the Truth Dentist, 1974 in London uraufgeführt

## Filmografie (Auswahl)
- 1970: Malatesta (Fernsehfilm)
- 1979: Der Sturm – The Tempest (The Tempest)
- 1987: Wish You Were Here – Ich wollte, du wärst hier (Wish You Were Here)
- 1988: Klein Dorrit (Little Dorrit)
- 1988: Stormy Monday
- 1992: Orlando
- 1994: Ein ehrenwerter Diebstahl (The Steal)
- 1995: Gegen die Brandung (Blue Juice)
- 1996: Tod im kalten Morgenlicht (The Cold Light of Day)
- 1998: Alegría
- 1998: Die Legende vom Ozeanpianisten (La leggenda del pianista sull'Oceano)
- 1999: The Escort
- 1999: Miss Julie
- 2000: The Sandman (Fernsehfilm)
- 2001: Revelation
- 2001: Hotel
- 2006: Basic Instinct – Neues Spiel für Catherine Tramell (Basic Instinct 2)
- 2008: City of Ember – Flucht aus der Dunkelheit (City of Ember)